# Marele Premiu al Australiei din 2023
Marele Premiu al Australiei din 2023 (cunoscut oficial ca Formula 1 Rolex Australian Grand Prix 2023) a fost o cursă auto de Formula 1 ce s-a desfășurat pe 2 aprilie 2023 pe Circuitul Albert Park din Melbourne, Australia. Cursa a fost cea de-a treia etapă a Campionatului Mondial de Formula 1 al FIA din 2023.
Ediția din 2023 a stabilit un nou record de asistență la circuit pentru weekend, cu 444.631 de spectatori. A fost cel mai mare număr de la Marele Premiu al Statelor Unite din 2022, atunci când s-a înregistrat o asistență de 440.000. Max Verstappen de la Red Bull Racing a câștigat cursa, mărindu-și avantajul în campionatul la piloți. Finalul cursei a fost unul controversat, atunci când în ultimele tururi a fost scos steagul roșu pentru un accident suferit de Kevin Magnussen. Repornirea cursei a fost marcată de multe incidente ce a dus la retragerea a patru piloți. Cursa a fost din nou suspendată, însă de această dată, pozițiile piloților întoarse la cele dinainte de repornire. FIA a fost criticată pentru ușurința cu care suspendă cursele din cauza incidentelor, piloții și fani considerând că steagul roșu pentru incidentul lui Magnussen nu a fost necesar.

## Context
Furnizorul de anvelope Pirelli a adus compușii de anvelope C2, C3 și C4 (denumiți dur, mediu și, respectiv, moale) pentru ca echipele să le folosească la eveniment.
După reamenajarea din 2021 a circuitului Albert Park și eliminarea șicanei din virajele 9-10, a fost propusă și instalată o a patra zonă DRS între virajul 8-9. După prima zi de sesiune de antrenament din weekendul Marelui Premiu al Australiei din 2022, noua zonă DRS a fost abandonată din cauza problemelor de siguranță ridicate de unii dintre piloți. Șeful Marelui Premiu, Andrew Westacott, a declarat pentru ziarul Herald Sun din Melbourne că zona DRS va fi reimplementată pentru această ediție, după ce a primit feedback pozitiv de la FIA și Formula 1. Față de ediția anterioară când au fost adăugate inițial patru zone DRS, primul punct de detectare DRS a fost mutat mai înapoi, fiind poziționat la 40 de metri după virajul 6. Ca urmare, primul punct de activare DRS a fost mutat mai înapoi, fiind poziționat la 130 de metri după panoul 11.

## Calificări
Calificările au avut loc pe 1 aprilie 2023 începând cu ora locală 16:00 (UTC+11), ora 08:00 ora României.
| Poz.                  | Nr. | Pilot            | Constructor                  | Timpi calificări | Timpi calificări | Timpi calificări | Grila finală |
| Poz.                  | Nr. | Pilot            | Constructor                  | Q1               | Q2               | Q3               | Grila finală |
| --------------------- | --- | ---------------- | ---------------------------- | ---------------- | ---------------- | ---------------- | ------------ |
| 1                     | 1   | Max Verstappen   | Red Bull Racing-Honda RBPT   | 1:17,384         | 1:17,056         | 1:16,732         | 1            |
| 2                     | 63  | George Russell   | Mercedes                     | 1:17,654         | 1:17,513         | 1:16,968         | 2            |
| 3                     | 44  | Lewis Hamilton   | Mercedes                     | 1:17,689         | 1:17,551         | 1:17,104         | 3            |
| 4                     | 14  | Fernando Alonso  | Aston Martin Aramco-Mercedes | 1:17,832         | 1:17,283         | 1:17,139         | 4            |
| 5                     | 55  | Carlos Sainz Jr. | Ferrari                      | 1:17,928         | 1:17,349         | 1:17,270         | 5            |
| 6                     | 18  | Lance Stroll     | Aston Martin Aramco-Mercedes | 1:17,873         | 1:17,616         | 1:17,308         | 6            |
| 7                     | 16  | Charles Leclerc  | Ferrari                      | 1:18,218         | 1:17,390         | 1:17,369         | 7            |
| 8                     | 23  | Alexander Albon  | Williams-Mercedes            | 1:17,962         | 1:17,761         | 1:17,609         | 8            |
| 9                     | 10  | Pierre Gasly     | Alpine-Renault               | 1:18,312         | 1:17,574         | 1:17,675         | 9            |
| 10                    | 27  | Nico Hülkenberg  | Haas-Ferrari                 | 1:18,029         | 1:17,412         | 1:17,735         | 10           |
| 11                    | 31  | Esteban Ocon     | Alpine-Renault               | 1:17,770         | 1:17,768         | N/A              | 11           |
| 12                    | 22  | Yuki Tsunoda     | AlphaTauri-Honda RBPT        | 1:18,471         | 1:18,099         | N/A              | 12           |
| 13                    | 4   | Lando Norris     | McLaren-Mercedes             | 1:18,243         | 1:18,119         | N/A              | 13           |
| 14                    | 20  | Kevin Magnussen  | Haas-Ferrari                 | 1:18,159         | 1:18,129         | N/A              | 14           |
| 15                    | 21  | Nyck de Vries    | AlphaTauri-Honda RBPT        | 1:18,450         | 1:18,335         | N/A              | 15           |
| 16                    | 81  | Oscar Piastri    | McLaren-Mercedes             | 1:18,517         | N/A              | N/A              | 16           |
| 17                    | 24  | Zhou Guanyu      | Alfa Romeo-Ferrari           | 1:18,540         | N/A              | N/A              | 17           |
| 18                    | 2   | Logan Sargeant   | Williams-Mercedes            | 1:18,557         | N/A              | N/A              | 18           |
| 19                    | 77  | Valtteri Bottas  | Alfa Romeo-Ferrari           | 1:18,714         | N/A              | N/A              | PL           |
| Regula 107%: 1:22,800 |     |                  |                              |                  |                  |                  |              |
| —                     | 11  | Sergio Pérez     | Red Bull Racing-Honda RBPT   | Fără timp        | N/A              | N/A              | PL           |
| Sursa:                |     |                  |                              |                  |                  |                  |              |

Note
- ^1 – Valtteri Bottas s-a calificat pe locul 19, dar a fost nevoit să înceapă cursa de pe linia boxelor, deoarece configurația suspensiei a fost schimbată în timp ce mașina era sub parcul închis.[16]
- ^2 – Sergio Pérez nu a reușit să stabilească un timp în Q1. I s-a permis să concureze la discreția comsiarilor.[16]

## Cursă
Cursa a avut loc pe 2 aprilie 2023 începând cu ora locală 16:00 (UTC+11), ora 08:00 ora României, cu distanța de 58 de tururi.
| Poz.                                                                               | Nr. | Pilot            | Constructor                  | Tururi | Timp/Retras | Grilă | Puncte |
| ---------------------------------------------------------------------------------- | --- | ---------------- | ---------------------------- | ------ | ----------- | ----- | ------ |
| 1                                                                                  | 1   | Max Verstappen   | Red Bull Racing-Honda RBPT   | 58     | 2:32:38,371 | 1     | 25     |
| 2                                                                                  | 44  | Lewis Hamilton   | Mercedes                     | 58     | +0,179      | 3     | 18     |
| 3                                                                                  | 14  | Fernando Alonso  | Aston Martin Aramco-Mercedes | 58     | +0,769      | 4     | 15     |
| 4                                                                                  | 18  | Lance Stroll     | Aston Martin Aramco-Mercedes | 58     | +3,082      | 6     | 12     |
| 5                                                                                  | 11  | Sergio Pérez     | Red Bull Racing-Honda RBPT   | 58     | +3,320      | PL    | 11     |
| 6                                                                                  | 4   | Lando Norris     | McLaren-Mercedes             | 58     | +3,701      | 13    | 8      |
| 7                                                                                  | 27  | Nico Hülkenberg  | Haas-Ferrari                 | 58     | +4,939      | 10    | 6      |
| 8                                                                                  | 81  | Oscar Piastri    | McLaren-Mercedes             | 58     | +5,382      | 16    | 4      |
| 9                                                                                  | 24  | Zhou Guanyu      | Alfa Romeo-Ferrari           | 58     | +5,713      | 17    | 2      |
| 10                                                                                 | 22  | Yuki Tsunoda     | AlphaTauri-Honda RBPT        | 58     | +6,052      | 12    | 1      |
| 11                                                                                 | 77  | Valtteri Bottas  | Alfa Romeo-Ferrari           | 58     | +6,513      | PL    |        |
| 12                                                                                 | 55  | Carlos Sainz Jr. | Ferrari                      | 58     | +6,594      | 5     |        |
| 13                                                                                 | 10  | Pierre Gasly     | Alpine-Renault               | 56     | Coliziune   | 9     |        |
| 14                                                                                 | 31  | Esteban Ocon     | Alpine-Renault               | 56     | Coliziune   | 11    |        |
| 15                                                                                 | 21  | Nyck de Vries    | AlphaTauri-Honda RBPT        | 56     | Coliziune   | 15    |        |
| 16                                                                                 | 2   | Logan Sargeant   | Williams-Mercedes            | 56     | Coliziune   | 18    |        |
| 17                                                                                 | 20  | Kevin Magnussen  | Haas-Ferrari                 | 54     | Accident    | 14    |        |
| Ab                                                                                 | 63  | George Russell   | Mercedes                     | 17     | Motor       | 2     |        |
| Ab                                                                                 | 23  | Alexander Albon  | Williams-Mercedes            | 6      | Accident    | 8     |        |
| Ab                                                                                 | 16  | Charles Leclerc  | Ferrari                      | 0      | Coliziune   | 7     |        |
| Cel mai rapid tur: Sergio Pérez (Red Bull Racing-Honda RBPT) – 1:20,235 (turul 53) |     |                  |                              |        |             |       |        |
| Sursa:                                                                             |     |                  |                              |        |             |       |        |

Note
- ^1 – Include un punct pentru cel mai rapid tur.[18]
- ^2 – Carlos Sainz Jr. a terminat pe locul patru, dar a primit o penalizare de cinci secunde pentru că a provocat o coliziune cu Fernando Alonso.[17]
- ^3 – Pierre Gasly, Esteban Ocon, Nyck de Vries, Logan Sargeant și Kevin Magnussen au fost clasificați deoarece au parcurs mai mult de 90% din distanța cursei.[17]

## Clasamentele campionatelor după cursă
|        | Poz. | Pilot            | Pct. |
| ------ | ---- | ---------------- | ---- |
|        | 1    | Max Verstappen   | 69   |
|        | 2    | Sergio Pérez     | 54   |
|        | 3    | Fernando Alonso  | 45   |
| 1      | 4    | Lewis Hamilton   | 38   |
| 1      | 5    | Carlos Sainz Jr. | 20   |
| Sursa: |      |                  |      |

|        | Poz. | Constructor                  | Pct. |
| ------ | ---- | ---------------------------- | ---- |
|        | 1    | Red Bull Racing-Honda RBPT   | 123  |
|        | 2    | Aston Martin Aramco-Mercedes | 65   |
|        | 3    | Mercedes                     | 56   |
|        | 4    | Ferrari                      | 26   |
| 5      | 5    | McLaren-Mercedes             | 12   |
| Sursa: |      |                              |      |

- Notă: Doar primele cinci locuri sunt prezentate în ambele clasamente.